# 다이노스타
다이노스타(일본어: ダイナスター 다이나스타[*])는 서일본여객철도(JR 서일본)가 호쿠리쿠 본선의 가나자와역 ~ 후쿠이 역 간에 운행하는 특급 열차의 명칭이다.

## 개요
2015년 3월 14일 호쿠리쿠 신칸센의 가나자와역 ~ 나가노역 구간이 개업함에 따라 가나자와역과 후쿠이 역을 잇는 호쿠리쿠 신칸센을 연결하는 열차로 운행하기 시작했다.
다이노스타라는 이름은 후쿠이현의 관광 자원인 공룡을 뜻하는 영어 단어인 "다이너소어"(dinosaur)와 별을 뜻하는 영어 단어인 "스타"(star)의 합성어이다.

## 개황
호쿠리쿠 신칸센의 가나자와역 ~ 나가노역 사이를 운행하는 정기열차로, 3왕복으로 설정되어 있으며, 가나자와 역에서 호쿠리쿠 신칸센과 연결한다.
또한 기상 악화 문제로 선더버드, 시라사기 운행 중단 시 가나자와역 ~ 쓰루가역 구간을 운행한다.

### 정차역
후쿠이역 - 아와라온센역 - 가가온센역 - 고마쓰역 - 가나자와역

### 사용 차량 및 편성
- 현재 투입되는 열차의 경우 681계 전동차와 683계 전동차가 투입된다. 개통 초기부터 6량 편성만 운용했으나 2016년 3월 26일 다이야 개정으로 1호, 6호 열차 운행 시 3량으로 운행하기 시작했다.

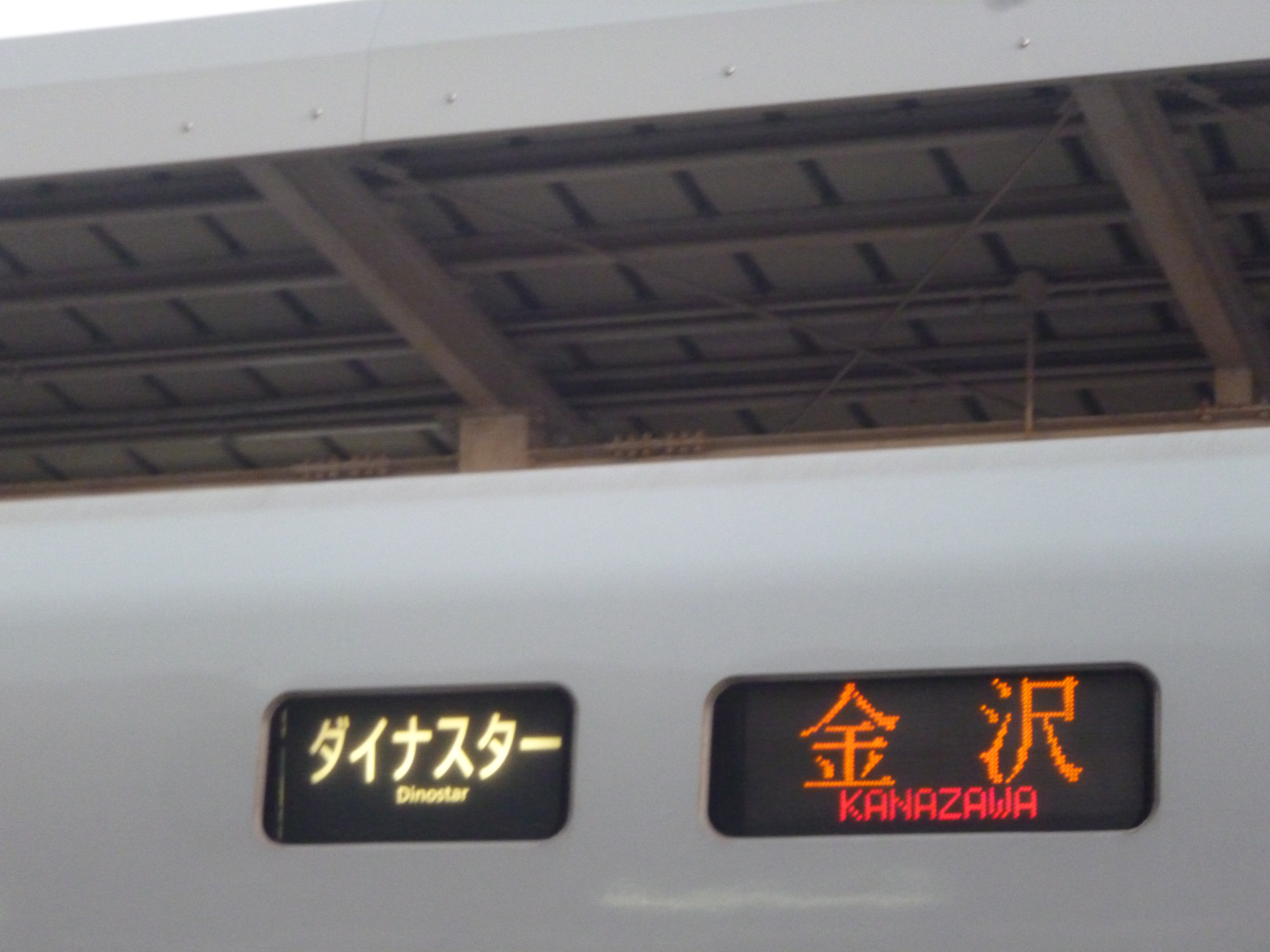
다이노스타 행선지

## 같이 보기
- 호쿠리쿠 신칸센